# Campeonato Chinês de Patinação Artística no Gelo de 2016
O Campeonato Chinês de Patinação Artística no Gelo de 2016 foi a edição da temporada 2015–16 do Campeonato Chinês de Patinação Artística no Gelo, um evento anual de patinação artística no gelo onde os patinadores artísticos competem pelo título de campeão chinês. A competição foi disputada entre os dias 26 de dezembro e 27 de dezembro de 2015, na cidade de Harbin, Heilongjiang.

## Eventos
- Individual masculino
- Individual feminino
- Duplas
- Dança no gelo

## Medalhistas
| Evento                        | Ouro                 | Prata                     | Bronze              |
| Individual masculino detalhes | Jin Boyang           | Song Nan                  | Zang Wenbo          |
| Individual feminino detalhes  | Zhao Ziquan          | Li Xiangning              | Jiao Yunya          |
| Duplas detalhes               | Wang Xuehan Wang Lei | Sui Jiaying Yang Yongchao | Zhao Ying Jie Zhong |
| Dança no gelo detalhes        | Zhao Yue Zheng Xun   | Chen Hong Zhao Yan        | Zhang Yiyi Wu Nan   |

## Resultados

### Individual masculino
| Pos.              | Nome          | Pontos | PC         | PL          |
| ----------------- | ------------- | ------ | ---------- | ----------- |
| Medalha de ouro   | Jin Boyang    | 276.12 | 88.55 (1)  | 187.57 (1)  |
| Medalha de prata  | Song Nan      | 205.19 | 67.43 (3)  | 137.76 (2)  |
| Medalha de bronze | Zang Wenbo    | 198.87 | 68.32 (2)  | 130.55 (3)  |
| 4                 | Hao Yan       | 189.14 | 62.71 (5)  | 126.43 (4)  |
| 5                 | Guan Yuhang   | 183.35 | 62.50 (6)  | 120.85 (5)  |
| 6                 | Wang Yi       | 179.84 | 65.69 (4)  | 114.15 (8)  |
| 7                 | Xu Zuoren     | 171.85 | 54.95 (9)  | 116.90 (7)  |
| 8                 | Li Tangxu     | 171.66 | 51.48 (14) | 120.18 (6)  |
| 9                 | Li Yuheng     | 170.57 | 58.05 (7)  | 112.52 (10) |
| 10                | Liu Runqi     | 165.76 | 52.20 (12) | 113.56 (9)  |
| 11                | Lu Yunda      | 165.00 | 55.12 (8)  | 109.88 (12) |
| 12                | Fang Shuai    | 164.70 | 53.37 (10) | 111.03 (11) |
| 13                | Chen Yudong   | 159.63 | 52.23 (11) | 107.40 (13) |
| 14                | Zhu Lei       | 153.94 | 52.04 (13) | 101.90 (14) |
| 15                | Wang Zijian   | 139.50 | 46.23 (15) | 93.27 (15)  |
| 16                | Rong Qinglong | 127.41 | 44.40 (16) | 83.01 (18)  |
| 17                | Cui Hongming  | 126.42 | 39.33 (18) | 87.09 (16)  |
| 18                | Wang Jinze    | 124.71 | 40.71 (17) | 84.00 (17)  |
| 19                | Wang Tianze   | 115.43 | 39.12 (19) | 76.31 (19)  |
| 20                | Li Luanfeng   | 107.46 | 33.65 (21) | 73.81 (20)  |
| 21                | Li Jiahao     | 103.67 | 35.47 (20) | 68.2 (21)   |
| 22                | Ji Guangxin   | 86.83  | 27.75 (22) | 59.08 (22)  |

### Individual feminino
| Pos.              | Nome             | Pontos | PC         | PL         |
| ----------------- | ---------------- | ------ | ---------- | ---------- |
| Medalha de ouro   | Zhao Ziquan      | 147.19 | 50.85 (1)  | 96.34 (1)  |
| Medalha de prata  | Li Xiangning     | 142.02 | 47.32 (3)  | 94.70 (2)  |
| Medalha de bronze | Jiao Yunya       | 131.00 | 48.28 (2)  | 82.72 (4)  |
| 4                 | Liang Yi         | 130.78 | 38.26 (7)  | 92.52 (3)  |
| 5                 | Li Jiayin        | 119.88 | 38.64 (6)  | 81.24 (5)  |
| 6                 | Zhang Yixuan     | 118.98 | 44.32 (4)  | 74.66 (6)  |
| 7                 | Zheng Lu         | 111.77 | 39.74 (5)  | 72.03 (8)  |
| 8                 | Yuan Tianqi      | 109.96 | 36.77 (10) | 73.19 (7)  |
| 9                 | Kuang Xiaoqing   | 104.99 | 34.12 (11) | 70.87 (9)  |
| 10                | Liu Danning      | 100.17 | 33.61 (12) | 66.56 (11) |
| 11                | Tang Feiyao      | 99.12  | 32.40 (14) | 66.72 (10) |
| 12                | Li Xiaoxue       | 98.43  | 32.38 (15) | 66.05 (12) |
| 13                | Liu Jialing      | 98.08  | 37.79 (9)  | 60.29 (16) |
| 14                | Chen Hongyi      | 96.89  | 31.93 (16) | 64.96 (13) |
| 15                | Zhang Mingyuqian | 96.12  | 31.43 (18) | 64.69 (14) |
| 16                | Ren Zhaoyan      | 93.91  | 31.54 (17) | 62.37 (15) |
| 17                | Zhao Minglu      | 88.71  | 32.42 (13) | 56.29 (18) |
| 18                | Chen Xinyue      | 87.59  | 37.92 (8)  | 49.67 (23) |
| 19                | He Xiyue         | 86.94  | 30.25 (19) | 56.69 (17) |
| 20                | Qian Kun         | 85.55  | 29.95 (20) | 55.60 (19) |
| 21                | Chen Xizi        | 81.12  | 27.82 (23) | 53.30 (21) |
| 22                | Jin Guanru       | 80.99  | 26.00 (24) | 54.99 (20) |
| 23                | Liu Yuqing       | 79.58  | 28.00 (22) | 51.58 (22) |
| 24                | Yu Tinghui       | 77.32  | 28.52 (21) | 48.80 (24) |

### Duplas
| Pos.              | Nome                        | Pontos | PC        | PL         |
| ----------------- | --------------------------- | ------ | --------- | ---------- |
| Medalha de ouro   | Wang Xuehan / Wang Lei      | 186.45 | 69.17 (1) | 117.28 (1) |
| Medalha de prata  | Sui Jiaying / Yang Yongchao | 147.35 | 49.34 (2) | 98.01 (2)  |
| Medalha de bronze | Zhao Ying / Jie Zhong       | 138.77 | 47.95 (3) | 90.82 (3)  |
| 4                 | Liu Motong / Guo Yunzhi     | 114.48 | 38.46 (4) | 76.02 (4)  |
| 5                 | Gao Yumeng / Li Bowen       | 112.33 | 38.09 (5) | 74.24 (5)  |
| 6                 | Fan Xinxin / Liu Xinze      | 106.73 | 34.33 (6) | 72.40 (6)  |
| 7                 | Zhang Yuyao / Jia Ziqi      | 92.20  | 32.47 (7) | 59.73 (7)  |
| 8                 | Sha Tong / Fu Xinlong       | 87.04  | 29.92 (8) | 57.12 (8)  |

#### Dança no gelo
| Pos.              | Nome                       | Pontos | PC         | PL         |
| ----------------- | -------------------------- | ------ | ---------- | ---------- |
| Medalha de ouro   | Zhao Yue / Zheng Xun       | 142.36 | 55.03 (1)  | 87.33 (1)  |
| Medalha de prata  | Chen Hong / Zhao Yan       | 121.88 | 47.85 (2)  | 74.03 (2)  |
| Medalha de bronze | Zhang Yiyi / Wu Nan        | 118.15 | 45.68 (4)  | 72.47 (3)  |
| 4                 | Li Xibei / Xiang Guangyao  | 117.10 | 45.70 (3)  | 71.40 (4)  |
| 5                 | Song Linshu / Liu Yu       | 112.26 | 43.60 (5)  | 68.66 (5)  |
| 6                 | Ning Wanqi / Wang Chao     | 106.08 | 41.38 (7)  | 64.70 (6)  |
| 7                 | Gao Qianyue / Zhang Yu     | 95.76  | 38.49 (8)  | 57.27 (10) |
| 8                 | Cao Yi / Cao Jinpeng       | 93.44  | 34.87 (9)  | 58.57 (8)  |
| 9                 | Zou Bingxin / Wang Meng    | 91.82  | 41.55 (6)  | 50.27 (11) |
| 10                | Guo Yuzhu / Zhao Pengkun   | 91.54  | 34.07 (10) | 57.47 (9)  |
| 11                | Wang Xiaotong / Zhao Kaige | 91.45  | 32.78 (11) | 58.67 (7)  |
| 12                | Feng Yuhan / Jiao Mingyang | 75.11  | 29.08 (13) | 46.03 (12) |
| 13                | Liu Hanmiao / Liu Chang    | 70.87  | 29.67 (12) | 41.20 (13) |
| 14                | Shi Shang / Fei Wenrun     | 36.31  | 16.18 (14) | 20.13 (14) |